# A katona és a nevető lány (festmény)
A katona és a nevető lány a holland Jan Vermeer van Delft olajfestménye. 1657 körül festette barokk stílusban. Jelenleg a New York-i Frick-gyűjteményben van kiállítva.

## A kép leírása
A képen egy katona látható egy lánnyal, aki kezében poharat tart (feltehetően bor van benne). Ez a festmény egyike Vermeer moralizáló képeinek. A lány és a kérőjének ábrázolása, ami kedvelt témája volt a holland festészetnek, Vermeer művén a fénnyel teli szoba tanulmányozására adott alkalmat. A katonatiszt sötét körvonalai a mélység illúzióját segítik megteremteni és elütnek a nőalakon és a szoba bútorain játszadozó fénytől. Németalföld (90 fokosan jobbra fordított) térképe a falon egy eredetileg 1621-ben készített térkép; számos Vermeer-képen felbukkan, a székkel együtt.

## Tulajdonosai
A képet Henry Clay Frick amerikai iparmágnás 1911-ben 300 000 dollárért vásárolta meg. Wilhelm von Bode művészettörténész a The New York Times hasábjain azt írta, ez a mű a legszebb darabja az amerikai gyűjtőnek. A kép megszerzése előtt Frick Vermeer másik képét, a A félbeszakadt zenelecke című festményt is megszerezte.
| Biztosan Vermeer képei | Biztosan Vermeer képei | Biztosan Vermeer képei                              | Biztosan Vermeer képei | Biztosan Vermeer képei                             | Biztosan Vermeer képei                                      |
| Sorszám                | Kép                    | Cím                                                 | Készült                | Méret, anyag                                       | Kiállítóhely                                                |
| ---------------------- | ---------------------- | --------------------------------------------------- | ---------------------- | -------------------------------------------------- | ----------------------------------------------------------- |
| 1                      |                        | Krisztus Mária és Márta házában                     | 1654/1655              | 160 × 142 cm, olaj, lenvászon                      | National Gallery of Scotland, Edinburgh                     |
| 2                      |                        | Diana pihenője vagy Diana és a nimfák               | 1655/1656              | 98,5 × 105 cm, olaj, lenvászon                     | Mauritshuis, Hága                                           |
| 3                      |                        | A kerítőnő                                          | 1656                   | 143 × 130 cm, olaj, lenvászon                      | Gemäldegalerie Alte Meister, Drezda                         |
| 4                      |                        | Alvó lány                                           | 1657                   | 87,6 × 76,5 cm, olaj, lenvászon                    | Metropolitan Művészeti Múzeum, New York                     |
| 5                      |                        | Olvasó nő vagy Levelet olvasó lány nyitott ablaknál | 1657                   | 83 × 64,5 cm, olaj, lenvászon                      | Gemäldegalerie Alte Meister, Drezda                         |
| 6                      |                        | Delfti utca, Kis utca vagy Utca Delftben            | 1657/1658              | 54,3 × 44 cm, olaj, lenvászon                      | Rijksmuseum, Amszterdam                                     |
| 7                      |                        | A katona és a nevető lány                           | 1658                   | 49,2 × 44,4 cm, olaj, lenvászon                    | Frick Collection, New York                                  |
| 8                      |                        | Lovag és ivó hölgy                                  | 1658–1660              | 66,3 × 76,5 cm, olaj, lenvászon                    | Gemäldegalerie, Berlin                                      |
| 9                      |                        | Tejet öntő nő                                       | 1658–1660              | 45,4 × 41 cm, olaj, lenvászon                      | Rijksmuseum, Amszterdam                                     |
| 10                     |                        | Hölgy két udvarlóval                                | 1659/1660              | 78 × 67,5 cm, olaj, lenvászon                      | Herzog Anton Ulrich-Museum, Braunschweig                    |
| 11                     |                        | Delft látképe                                       | 1660/1661              | 98,5 × 117,5 cm, olaj, lenvászon                   | Mauritshuis, Hága                                           |
| 12                     |                        | A félbeszakadt zenelecke                            | 1660/1661              | 38,7 × 43,9 cm, olaj, lenvászon                    | Frick Collection, New York                                  |
| 13                     |                        | Levelet olvasó nő kékben                            | 1662–1664              | 46,5 × 39 cm, olaj, lenvászon                      | Rijksmuseum, Amszterdam                                     |
| 14                     |                        | A zenelecke                                         | 1662–1665              | 74,6 × 64,1 cm, olaj, lenvászon                    | Buckingham-palota, London                                   |
| 15                     |                        | Gyöngymérő nő                                       | 1662–1664              | 42,5 × 38 cm, olaj, lenvászon                      | National Gallery of Art, Washington D.C.                    |
| 16                     |                        | Lanton játszó hölgy ablak mellett                   | 1664                   | 51,4 × 45,7 cm, olaj, lenvászon                    | Metropolitan Művészeti Múzeum, New York                     |
| 17                     |                        | A gyöngysor                                         | 1664                   | 55 × 45 cm, olaj, lenvászon                        | Gemäldegalerie, Berlin                                      |
| 18                     |                        | Nő vizeskancsóval                                   | 1664/1665              | 45,7 × 40,6 cm, olaj, lenvászon                    | Metropolitan Művészeti Múzeum, New York                     |
| 19                     |                        | Leány gyöngy fülbevalóval vagy Turbános nő          | 1665                   | 45 × 40 cm, olaj, lenvászon                        | Mauritshuis, Hága                                           |
| 20                     |                        | A koncert                                           | 1665/1666              | 69 × 63 cm, olaj, lenvászon                        | Isabella Stewart Gardner Museum, Boston (1990-ben ellopták) |
| 21                     |                        | Levelet író sárga ruhás hölgy                       | 1665–1670              | 45 × 39,9 cm, olaj, lenvászon                      | National Gallery of Art, Washington D.C.                    |
| 22                     |                        | Hölgy és komornája                                  | 1667/1668              | 89,5 × 78,1 cm, olaj, lenvászon                    | Frick Collection, New York                                  |
| 23                     |                        | Az asztronómus                                      | 1668                   | 50,8 × 46,3 cm, olaj, lenvászon                    | Louvre, Párizs                                              |
| 24                     |                        | A geográfus                                         | 1668/1669              | 53 × 46,6 cm, olaj, lenvászon                      | Städelsches Kunstinstitut, Frankfurt am Main                |
| 25                     |                        | A szerelmeslevél                                    | 1669/1670              | 44 × 38,5 cm, olaj, lenvászon                      | Rijksmuseum, Amszterdam                                     |
| 26                     |                        | A csipkeverőnő                                      | 1669/1670              | 24,5 × 21 cm, olaj, lenvászon (fatáblára feszítve) | Louvre, Párizs                                              |
| 27                     |                        | Levelet író hölgy és komornája                      | 1670                   | 71 × 59 cm, olaj, lenvászon                        | National Gallery of Ireland, Dublin                         |
| 28                     |                        | A katolikus hit allegóriája vagy A hit allegóriája  | 1671–1674              | 114,3 × 88,9 cm, olaj, lenvászon                   | Metropolitan Művészeti Múzeum, New York                     |
| 29                     |                        | Gitáron játszó nő                                   | 1672                   | 53 × 46,3 cm, olaj, lenvászon                      | Kenwood House, London                                       |
| 30                     |                        | Műterem vagy A festészet allegóriája                | 1673                   | 130 × 110 cm, olaj, lenvászon                      | Kunsthistorisches Museum, Bécs                              |
| 31                     |                        | Virginál mellett álló hölgy                         | 1673–1675              | 51,7 × 45,2 cm, olaj, lenvászon                    | National Gallery, London                                    |
| 32                     |                        | Hölgy virginálnál                                   | 1673–1675              | 51,5 × 45,5 cm, olaj, lenvászon                    | National Gallery, London                                    |

| Vermeer kérdéses képei | Vermeer kérdéses képei | Vermeer kérdéses képei     | Vermeer kérdéses képei | Vermeer kérdéses képei           | Vermeer kérdéses képei                                                              |
| Sorszám                | Kép                    | Cím                        | Készült                | Méret, anyag                     | Kiállítóhely                                                                        |
| ---------------------- | ---------------------- | -------------------------- | ---------------------- | -------------------------------- | ----------------------------------------------------------------------------------- |
| 1                      |                        | Szent Praxedis             | 1655                   | 101,6 × 82,6 cm, olaj, lenvászon | Musée de la Chapelle de la Visitation, Monaco (Barbara Piasecka Johnson Collection) |
| 2                      |                        | Leány portréja             | 1666/1667              | 44,5 × 40 cm, olaj, lenvászon    | Metropolitan Művészeti Múzeum, New York                                             |
| 3                      |                        | Fuvolás lány               | 1666/1667              | 20 × 17,8 cm, olaj, lenvászon    | National Gallery of Art, Washington D.C.                                            |
| 4                      |                        | Leány vörös kalapban       | 1666/1667              | 23,2 × 18,1 cm, olaj, fatábla    | National Gallery of Art, Washington D.C.                                            |
| 5                      |                        | Virginál mellett ülő hölgy | 1670                   | 25,5 × 20 cm, olaj, lenvászon    | Sammlung Wynn, Las Vegas                                                            |